# 巴拉什夫卡
50°16′17″N 28°32′56″E / 50.27139°N 28.54889°E
巴拉什夫卡（烏克蘭語：Барашівка），是烏克蘭北部的村莊，隸屬日托米爾州的日托米爾區。該村始建於1500年，面積2.04平方公里，海拔高度209米，2001年人口1,250。